# 伊ソ友好中立不可侵条約
伊ソ友好中立不可侵条約または伊ソ協定（いソゆうこうちゅうりつふかしんじょうやく、Italo-Soviet Pact）は、1933年9月2日にソビエト連邦とイタリア王国の間で結ばれた外交協定である。この条約は第二次世界大戦中の1941年6月22日にイタリアがソ連に宣戦するまで有効であり、バルカン半島地域における安全保障の確立を求め、ドイツの目論見に対する一時の相互不信から、以前の経済的関係（この二国は昔から強い繋がりがあった）に基づいて締結された。

## 歴史
ソ連とイタリアは、1921年12月26日以来、貿易協定の署名と1924年2月7日以降の完全な外交関係を通じて接触を続けており、イタリアは、ムッソリーニの指導の下、西側諸国で最初にソ連を承認した。パレルモのルイージ・トレンティーノなど一部のイタリア共産党メンバーはソ連に亡命しており、それが政治的摩擦と「破壊者」をかくまっているという非難を引き起こした。1933年5月6日、工業化の目標を支持する経済協定に合意により、両国は互いに接近した。イタリアはソ連の持つ石油と石炭の利用を要求した一方、ソ連はイタリアにおける航空、自動車、海軍産業の革新に興味を持っていた。ファシズムとボルシェビズム間でのイデオロギー論争は主に内部の問題と見なされ、両国の関係が構築された。
ソ連の電信局は、この関係の軍事的側面を熱心に強調して報告した。1933年9月、ソビエト軍事使節がローマを訪問し、1932年から1934年までイタリアのソビエト大使を務めたウラジミール・ペトロヴィッチ・ポチョムキンは、「イタリアの司令部と政府によるソビエト使節への並外れた注目への感謝」を表明した。一方イタリア軍の将官は「イタリア陸軍は赤軍に対し通常の自国の軍より奥深い感情がある。これらの感情は伊ソ協定の結果強化された。」と述べた。
ポチョムキンは、国務次官のフルヴィオ・スヴィッチに、見返りにソ連を訪問するイタリア使節のために招待状を送った。イタリア陸軍とイタリア海軍の代表は准将を含めて２週間ソ連を視察したが、イタリア空軍はイタロ・バルボの反対で視察を行わなかった。イタリアの潜水艦が黒海のバトゥミを訪問し、３隻のソビエト船がナポリを訪問し、1933年にはさらに友好的な交流が行われた。これはマクシム・リトヴィノフのイタリア訪問に向けた準備であった。また、ソビエト海軍の司令官がムッソリーニに会う計画があったが、結局これは実現しなかった。
また、これらの進展はアドルフ・ヒトラーがドイツで権力を握った時期と一致し、当時ソ連とドイツの間だけでなく、イタリアとドイツの間にも不確実な要素があった（特にオーストリア、さらには 南チロルにおけるイタリア支配地域の併合の可能性の問題）。また、３つ目の要素はトルコ共和国であった。ソ連の船がナポリにいる間、イタリアに駐在していたトルコ大使は船上でソビエト提督を訪問した。潜在的なソ連・イタリア・トルコの安定同盟はドイツを悩ませた。1930年からモスクワのイタリア大使を務め、1932年の合意への道を開くのを助けたベルナルド・アトリコは、軍事的接触を「伝統」と呼び、イタリアの軍事的・技術的名声を築くのに役立った。これらのやり取りの余波の中で、ムッソリーニは、7月一揆に対するオーストリアの独立の確保を目的とし、1934年夏にイタリア軍を動員してブレンナー峠に配置した。